# 나가사촌
나가사촌(長讃村)은 이바라키현 마카베군에 일찍이 존재했던 촌이다. 현재의 지쿠세이시 남동부, 사쿠라가와시 남부에 해당한다.

## 지리
- 현재의 지쿠사이시 남동부, 옛 아키노정의 동부에 위치하며, 현재의 사쿠라가와시 남부, 옛 마카베정의 서부에 위치한다.
- 촌 지역은 고원과 평지가 뒤섞인 골짜기가 많은 지형이다.
- 촌은 사쿠라가와 강 서안에 위치하여 사쿠라가와 강과 그 지류에 끼어 있는 형태이다.

## 역사
- 1889년 4월 1일 - 정촌제 시행에 의해 마카베군 나가사촌이 성립하였다.
- 1954년 11월 2일 - 지쿠세이시 일부와, 잔부는 사쿠라가와시에 편입해 소멸하였다.

## 인구
| 1891年 | 2,727 |
| 1920年 | 2,960 |
| 1935年 | 3,254 |
| 1950年 | 4,073 |

## 참고문헌
- 角川日本地名大辞典編纂委員会『角川日本地名大辞典 8 茨城県』、角川書店、1983年 ISBN 4040010809
- 日本加除出版株式会社編集部『全国市町村名変遷総覧』、日本加除出版、2006年、ISBN 4817813180